# Taro Sugimoto
Taro Sugimoto (født 28. december 1996) er en japansk fodboldspiller, som spiller for den japanske fodboldklub Matsumoto Yamaga FC.